# S. H. Foulkes
Siegmund Heinrich Fuchs (Karlsruhe, 3 settembre 1898 – Londra, 8 luglio 1976) è stato un medico, psicologo e psicoanalista tedesco con cittadinanza britannica.

## Biografia
Una volta emigrato in Inghilterra, a causa della sua origine ebraica, ha assunto la cittadinanza britannica e cambiato il nome in Siegmund Heinrich Foulkes (S. H. Foulkes).
Foulkes ha sviluppato una teoria psicodinamica dei gruppi alternativa a quella di Wilfred Bion. È stato il fondatore della Gruppoanalisi, una particolare forma di terapia di gruppo, del Group Analytic Society e dell'Institute of Group Analysis (IGA).

## Opere
- 1957. (con Alan Parkin), Out-Patient Psychotherapy: a Contribution Towards a New Approach. International Journal of Social Psychiatry, 3: pp. 44–48.
- 1957. (con Elwyn James Anthony), Group Psychotherapy: The Psychoanalytic Approach, Penguin, Harmondsworth 1964 (n. ed.)
- 1964. Therapeutic Group Analysis, trad. di Paolo Coen-Pirani, Analisi terapeutica di gruppo, Boringhieri, Torino 1967
- 1968. On Interpretation in Group Analysis. International J. Group Psychotherapy, 18, pp. 432–434.
- 1969. (con V. Ledbetter), A Note on Transference in Groups. Group Analysis, pp. 135–146.
- 1969. (con G. Stewart Prince), Psychiatry in a Changing Society (a cura di), Tavistock, London.
- 1971. Access to Unconscious Processes in the Group Analytic Group. Group Analysis, 4; vol. 4: pp. 4–14, trad. di Giorgio Ceccarelli e Matteo Viviano in Manuale di psicoterapia di gruppo (con Asya L. Kadis, J.D. Krasner e Charles Winick), Feltrinelli, Milano 1971
- 1972. Oedipus Conflict and Regression. International J. Group Psychotherapy, 22, pp. 3–15.
- 1975. Qualification as a Psychoanalyst as an Asset as Well as a Hindrance for the Future Group Analyst. Group Analysis, 10, vol. 8: pp. 180–182.
- 1975. A Short Outline of the Therapeutic Processes in Group-Analytic Psychotherapy. Group Analysis, 2; vol. 8: pp. 60–63; trad. di Laura Franco, in L'approccio psicoanalitico alla psicoterapia di gruppo, EUR, Roma 1998 ISBN 8877300442
- 1975. Some Personal Observations. International J. Group Psychotherapy, 25: pp. 169–172.
- 1976. The Large Group, trad. in Gruppo allargato, a cura di Lionel Kreeger, Armando, Roma 1978
- 1977. Group-analytic Psychotherapy: Method and Principles, trad. di Jean Sanders, La psicoterapia gruppoanalitica. Metodo e principi, Astrolabio, Roma 1977 ISBN 8834000455
- 1983. Introduction to Group-Analytic Psychotherapy: Studies in the Social Integration of Individuals and Groups, trad. di Aldo Lombardo, Introduzione alla psicoterapia gruppoanalitica , a cura di Rocco Pisani, EUR, Roma 1991 ISBN 8877300183
- 1990. Selected Papers: Psychoanalysis and Group Analysis, a cura di Elizabeth Foulkes, postfazione di Malcolm Pines, trad. di Rocco Antonio Pisani e Maureen Barton, Articoli scelti di psicoanalisi e gruppoanalisi, a cura di Rocco Antonio Pisani, Antonella Giordani e Giuseppina Colangeli, EUR, Roma 2012 ISBN 9788860221698